# Cor Brom
Pour les articles homonymes, voir Brom.
Cornelis « Cor » Brom (Amsterdam, 27 août 1932 - Amsterdam, 29 octobre 2008) est un footballeur puis entraîneur néerlandais.
Après une carrière de joueur relativement discrète aux yeux du grand public international, il a mené une carrière d'entraîneur dans son pays natal mais aussi en Belgique et en Autriche.
Il meurt à l'âge de 76 ans des suites de la maladie de Parkinson contre laquelle il luttait depuis plus de 20 ans. Brom passe les six dernières années de sa vie dans une chaise roulante.

## Biographie

### Joueur
Cor Brom évolue comme défenseur et débute dans plusieurs clubs alors que les Pays-Bas ne disposent pas encore officiellement d'un championnat professionnel. Il joue ainsi pour VVA"" puis pour De Zwarte Schaapen qui devient ensuite le « BVC Amsterdam » (Beroeps Voetbal Club) qui est affilié à la NBVB
Il porte aussi les maillots du SV Limburgia puis celui des Ijsmuidensche VV Stormvogels.
En 1959, on retrouve Brom dans les rangs du VSV (Velseroorder Sport Vereniging) situé à Velserbroek. En 1959-1960, le VSV termine 3e de sa poule en Eerste Divisie" et participe à la "Nacomprtite" (play-off) pour tenter de monter en "Eredevidie". Mais le club termine 4e et dernier d'un tournoi remporter par le NOAD Tilburg.
En 1962, al "D2" hollandaise est restructurée. De deux séries (de 18), on réduit le nombre de participants à une seule (de 16). VSV et Cor Brom font partie des 20 relégués. L'année suivante, VSV remporte sa série de "Tweede Divisie". Dans la "Nacompetitie (match sur terrain neutre entre les deux vainqueurs de série), le club de Velserbroek devance Haarlem après un replay (2-2 après prolongation, puis 3-2 en replay).
Malgré ce succès, VSV fusionne avec Ijsmuidensche VV Stormvogels pour former le SC Telstar. Selon les règles en vigueur aux Pays-Bas, les clubs du VSV et des Stormvogels ne disparaissent pas. Ils sont replacés en 4e division du "football amateur".
Cor Brom et Telstar réussissent leur saison 63-64 en terminant 2es derrière le RKSV Sittardia (club disparu en 1968). Cette place de vice-champion est synonyme de montée parmi l'élite où le Telstar évolue jusqu'en 1978.
Cor Brom arrête sa carrière de joueur en 1966 et se tourne vers le métier d'entraîneur.

### Entraîneur
C'est comme assistant de Rinus Michels à l'Ajax Amsterdam que Cor Brom commence sa carrière d'entraîneur. Trois ans plus tard, il reçoit son premier poste d'entraîneur principale à Vitesse Arnhem. À cette époque, le club de la capitale de la province de Gueldre joue en "Eerste Divisie" (D2). Après une 7e place, Brom et ses joueurs décrochent la 3e siège en 1971 et par la même occasion leur place en "Ere Divisie". La compétition 71-72 est moins faste avec une dernière place et un retour dans l'antichambre de l'élite.
Brom retrouve donc la « D2 néerlandaise » mais au Fortuna SC (créé en 1968 par la fusion entre RKSV Sittardia et Fortuna '54). Il y reste quatre saisons. En 1974, le club du Limbourg néerlandais termine 5e et se qualifie pour la "Nacompetie". Il y échoue de peu derrière le WVV Wageningen. Deux ans plus tard, le Fortuna obtient une nouvelle place dans le tournoi qualificatif pour l'élite mais est encore une fois battu de peu. C'est le VVV Venlo qui monte.
En 1976-1977, Brom est aux commandes du Sparta Rotterdam avec lequel il atteint les demi-finales de la Coupe des Pays-Bas et la 5e place du championnat de Ere Divisie, la saison suivante.
Ces bons résultats avec le Sparta attire l'attention du prestigieux Ajax où Brom succède au Yougoslave Tomislav Ivić en juillet 1978. Il amène avec lui Ray Clarke, un centre avant anglais qu'il avait attiré au Sparta. Sous la conduite de Cornelius Brom, les "Ajacides" réalisent le doublé « championnat-coupe ». Malgré ces excellents résultats, les relations entre l'entraîneur et Ton Harmsen le président de l'Ajax sont très mauvaises. Brom a été engagé par Jaap van Praag peu avant que celui-ci ne cède la présidence de l'Ajax à Harmsen. L'entraîneur peut toutefois aller au bout de sa première saison avec le cercle amstellodamois. Mais en septembre 1979, les tensions reprennent et s'amplifient. Brom se voit reprocher d'avoir accepter des matchs amicaux contre des équipes amateurs en d'échange de 5 000 florins, un cheval et un demi-cochon ! Le gardien international Piet Schrijvers en remet une couche dans les médias en mettant en doute les capacités de coaching de Brom. Le 8 septembre 1979, Brom est remercié et remplacé par Leo Beenhakker.
Brom retrouve rapidement de l'embauche, mais en Belgique, auprès de Waterschei THOR, un ancien club issu du monde ouvrier mais au palmarès jusqu'alors peu fourni. Sous la conduite du technicien néerlandais, les "Thorians" remportent la Coupe de Belgique 1980. En fin de saison 80-81, il quitte le Limbourg belge pour la capitale en signant au RWDM. Seulement 11e en championnat de Belgique '82 et éliminé en 1/8es de finale de la Coupe, Cor Brom n'est pas prolongé.
Il retrouve le banc à PEC Zwolle en novembre 1982 où il retrouve le gardien...Schrijvers. En décembre 1983, Brom prend sept matchs de suspension à la suite de démêlés avec l'arbitre Jan Keizer. Quelques mois plus tard, il est remercié pour « avoir tenu des propos désobligeants à l'égard de joueurs de Zwolle ».
Le coach tente alors une nouvelle expérience à l'étranger en s'engageant avec le FC Wacker Innsbrück en Autriche. Mais son contrat est rompu en avril 1985 après qu'il a répondu par des gestes obscènes à des provocations du public.
De retour aux Pays-Bas, il trouve un accord avec le MVV Maastricht mais doit renoncer au bout de quelques mois en raison de soucis de santé récurrents. Il reste cependant proche du football, ainsi dans les années 1990, il s'occupe d'équipes de jeunes du Fortuna Sittard.

## Palmarès et Faits marquants

### comme joueur
- Champion de Tweede Divisie: 1963 (avec VSV)

- Vice champion de Eerste Divisie: 1960 (avec VSV) et 1964 (avec Telstar SC)

### comme entraîneur
- Champion des Pays-Bas (Ere Divisie): 1979 (avec l'Ajax Amsterdam)
- Vainqueur de la KNBV Beker): 1979 (avec l'Ajax Amsterdam)
- Vainqueur de la Coupe de Belgique en 1980 (avec Waterschei THOR).